# 유선종양
유선종양(乳腺腫瘍)은 유선에서 발생한 종양이다. 중성화수술을 하지 않은 나이든 암컷 개, 고양이에서 흔하게 발견되지만, 역시 다른 동물에서도 발견된다. 개, 고양이의 유선은 유두와 정중선 양쪽으로 흉부부터 사타구니까지 피하조직으로 구성된다. 사람의 유방암과 동물의 유선종양에는 종양의 종류, 악성도, 치료방향을 포함하여 많은 차이가 있다. 개의 발생율은 사람 여성 발생율보다 약 3배정도 높은 발생율을 보인다. 개에게서 유선종양은 피부종양에서 2번째로 많은 종양이며, 암컷 개에게서는 가장 흔한 종양이고 발생율은 전체에서 3.4%라고 기록되고 있다. 어릴때 중성화수술을 한 개에서 나이들었을 때 유선종양 발생율이 크게 줄어든다는 다양한 연구가 있다. 수술을 하지 않은 암컷 개를 100%로 비교하였을때, 성성숙전에 중성화한 경우 위험도는 0.5%이며 1회 발정기 이후 중성화하였을 때 8.0%, 2회의 발정기 이후 수술하였을 때 유선종양 위험도는 26.0%를 보인다. 즉, 중성화수술을 하지 않은 암컷은 수술한 개에서보다 유선종양 발생위험도가 7배이상 높다. 발정기를 거듭할수록 중성화에 따른 이익은 줄어들지만, 9살까지 암컷개에서 중성화수술시 유선종양 발생율이 줄어드는 이점을 보인다. 수컷개에서 유선종양 발생율은 훨씬 낮으며(약 1%), 고양이에서는 개의 발생율에 약 절반이다.

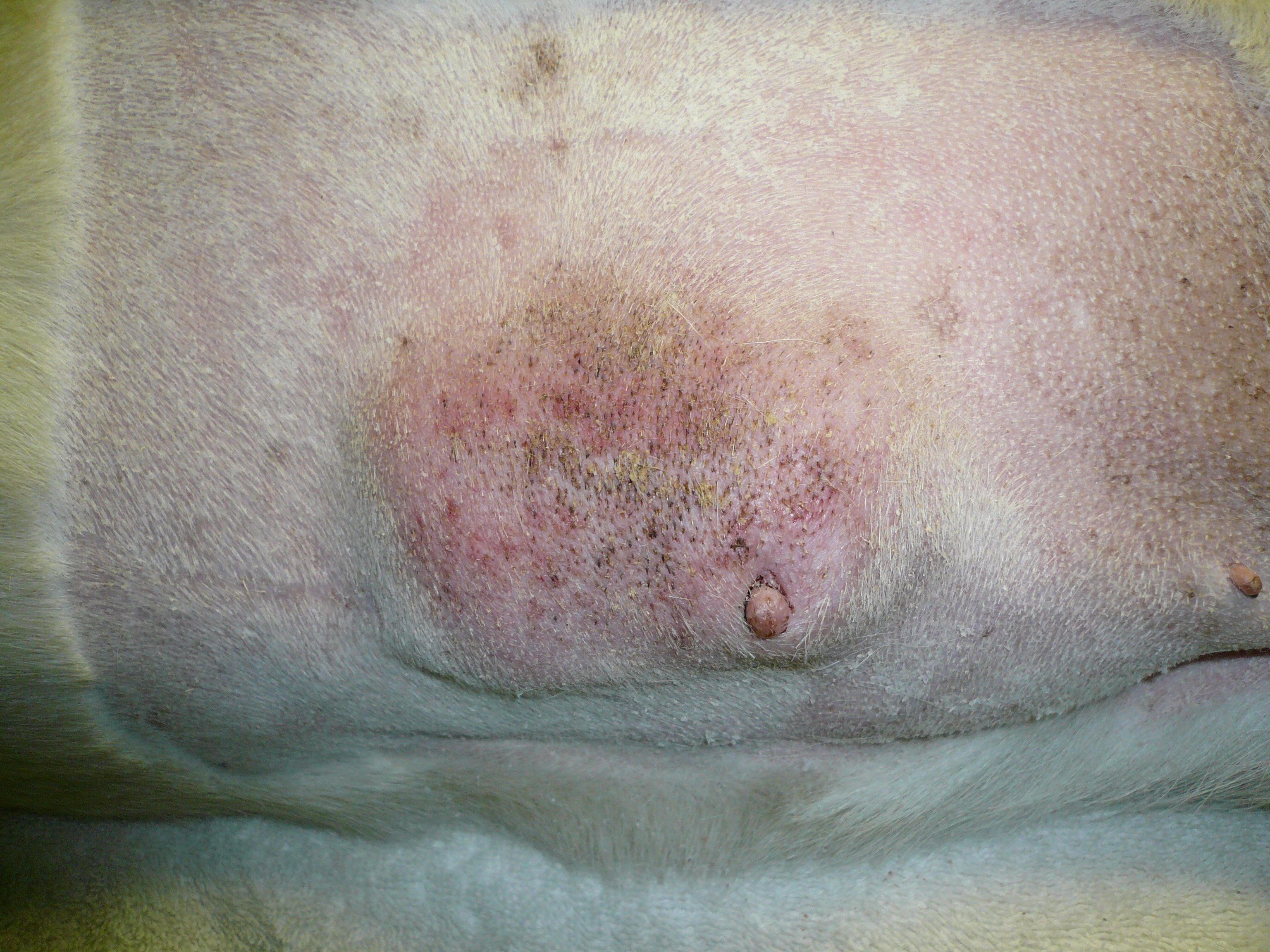
개의 유선종양

## 개의 유선종양

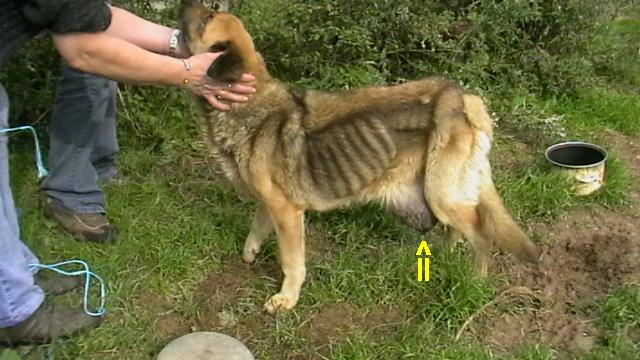
유선종양이 있는 9개월령의 암컷개. 심한 쇠약에 주목

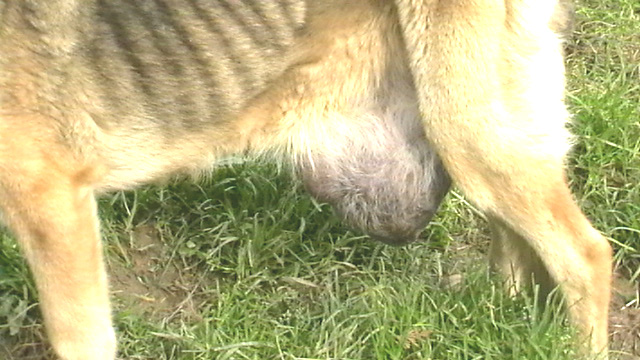
같은 사진, 근접

유선종양이 있는 개에서 방사선 사진. 전이로 인해 호흡이 곤란함

### 원인
개의 유선종양이 생기는 정확한 이유는 아직 완전히 알려지지 않았다. 그러나 발정주기에 관여하는 호르몬이 관여하는 것으로 보인다. 중성화수술을 하지 않았거나, 첫번째 발정이후 수술하는 암컷의 경우 발정기 이전에 수술한 개체와 비교하였을 때 더 유선종양 발생율이 높다. 개에서 유선종양의 전체 발생율은 3.4%로 보고되었다. 첫번째 발정기 이전에 중성화한 개에서 유선종양 위험도는 0.5%로 줄어들고, 첫번째 발정 이후에 수술한 경우 위험도는 8%이다. 이 종양은 흔히 다발성으로 발생한다. 유선종양이 있는 개의 평균 나이는 10-11살이다. 한살이후부터 비만이 있거나 붉은 살코기를 먹는 식습관은 이 종양의 위험도를 증가시키는데 이것은 고 지방의 가정식을 주기 때문이다. 개의 유선종양발생에 관련한 분자생물학적 기전에 대한 몇가지 가설이 있지만 특정 유전적 돌연변이는 밝혀진 바 없다. 

### 생물학
역사적으로, 개의 유선종양의 약 50%가 악성이라고 보였었지만, 한 연구에서 유선종양의 실제 악성인 경우는 21-22%라고 집계하였다.  선종과 섬유선종은 양성종양형이다. 악성 유선종양은 육종, 암육종, 염증성 암종(역형성 암종), 암종(선암종을 포함)등으로 나누며 가장 흔하게 발생한다. 염증성 암종은 빠르게 자라고, 상처가 잘생기며, 부종, 통증이 있는 종양이며, 파종성혈관내응고(DIC: disseminated intravascular coagulation) 역시 유발할 수 있다. 이 종양은 개의 유선종양중 가장 악성인 종양이다.
악성종양은 조직학적으로 혈관벽의 침범이 있는가 없는가로 세분화된다. 혈관벽의 침범이 없는 경우는 더 좋은 예후를 보인다. 비침습적 선암종의 개에서 평균 생존기간은 약 2년이지만, 침습적인 선암종이 있는 개에서 평균 생존기간은 1년이다. 종양의 크기 역시 예후에 영향을 미치며, 5cm이상의 크기의 종양을 가지는 경우 림프절 전이의 가능성이 더 크다. 종양의 종류 역시 중요하다. 육종과 암육종은 평균 생존기간이 9-12개월이다. 염증성 암종은 매우 안좋은 예후를 보이는데 진단된 시점에 전이된 경우가 많다. 악성 유선종양의 전이는 국소 림프절이나 폐로 흔히 전이된다. 
개의 유선종양에 있어서 분자생물학적 종양발생기전은 완전히 밝혀지지 않았다. 하지만 개의 유선종양에 있어서 종양발생기전에 수반되는 분자생물학적 전달기전에 대한 정보는 종양의 종류에 따른 진단과 치료에 필수적인 역할을 한다. 최근 연구는 개와 사람의 유선종양에 있어서 분자생물학적 수준에서 상당한 유사전과 차이점이 같이 있음을 시사하고 있다.

### 진단과 치료
종양의 양상과 위치로 유선종양임을 파악하는 건 쉽다. 조직생검으로 종양의 종류와 침습정도를 알 수 있다. 새로운 연구에 의하면 개의 유선종양의 악성도와 관련한 유전자 발현 패턴이 있음이 보고되기도 하였다. 
수술적 제거가 치료 사용되지만 흉부 방사선촬영이 전이를 배제하기 위해 반드시 필요하다. 제거는 재발을 막기위해 광범위 주변 절제가 이루어져야하며, 전체 유선의 제거도 필요한 경우가 있다. 개 유선종양의 40-50%가 estrogen 수용체가 있기 때문에, 많은 수의사들이 중성화수술을 권유한다. 최근 연구에서는 수술시에 중성화하거나 중성화가 되어있는 경우 예후가 더 좋다는 보고가 있었다. 하지만, 종양이 발생된 이후 중성화를 하는 것이 결과적으로 큰 차이가 없다 라는 연구도 있었다. 항암치료는 아주 드물게 사용된다.

### 위험성 있는 품종
- 푸들
- Brittany Spaniel
- English Setter
- 포인터
- 폭스테리어
- 보스턴테리어
- 코커 스패니얼[9]
- 라사압소

## 고양이의 유선종양
고양이의 유선종양은 림프종, 피부종양 다음으로 종양중 3번째로 많이 발생하는 종양이다. 연구에 의하면 고양이에서 유선종양 발생율은 6개월령 이전에 중성화한경우 91%까지 감소하며, 1년령 이전에 중성화한경우 86%까지 감소한다. 샴고양이와 재패니즈 품종은 위험도가 크며, 비만은 유선종양이 발생하는 요인으로 작용한다. 악성종양은 고양이의 유선종양의 80-96%를 차지하며 대부분 선암종이다. 수컷고양이 역시 비록 드물지만 유선종양이 발생하며 임상적 증상과 경과는 암컷과 동일하다. 3cm이사의 종양에서 각각의 크기가 예후 예측도가 떨어지지만, 그래도 종양크기는 중요한 예후 예측 요인이다. 한 연구에 따르면, 3cm미만의 유선종양이 있는 고양이는 평균 생존기간이 21개월이며 3cm이상의 유선종양이 있는 고양이에서는 평균 생존기간이 12개월이었다. 고양이 유선종양의 10%가 estrogen 수용체를 가지기 때문에 수술시에 같이 중성화하는 것은 재발율이나 생존기간에 영향을 미치는 효과가 개에서처럼 크지 않다. 전이는 주로 폐와 림프절로 일어나는 경향이 있으며 드물게 뼈로도 전이된다. 진단과 치료는 개와 동일하다. 양측 근치수술(양쪽 유선조직을 모두 제거)이 유선종양만 적출하는 보존적치료보다 예후가 좋다. Doxorubicin이 치료에 일부 효과를 보인다.

## 다른 동물에서 유선종양

### 페럿의 유선종양
페럿에서 유선종양은 드물다. 부드럽고 어두운 색깔의 덩어리 양상이다. 대부분 양성으로 관찰되며, 흔하게 중성화한 수컷에서 발생한다. 수술이 추천된다.

### 기니피그의 유선종양
기니피그의 유선종양은 암컷, 수컷 모두에서 나타난다. 대부분 양성이나 30%는 선암종이다. 일반적으로 전이는 드물지만, 재발을 방지하기 위해 공격적 치료가 필요하다.

### 생쥐에서의 유선종양
생쥐의 유선종양은 대부분 선암종이다. 바이러스감염에 의해 유발될 수 있다. 재발율은 높으며 따라서 예후가 좋지 않다. 흔히 국소조직 침습과 폐로 전이가 잘 일어난다. 생쥐의 종양바이러스로 알려진 바이러스는 MMTV(mouse mammary tumor virus)이며, 가장 흔한 생쥐의 유선종양의 원인이다. 

### 쥐에서의 유선종양

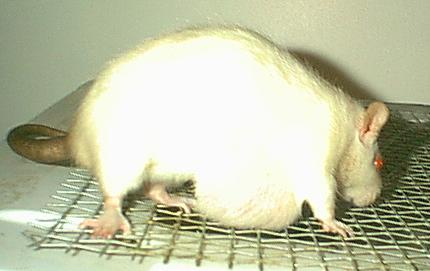
쥐에서의 유선종양

쥐에서 대부분의 유선종양은 양성 섬유암종이며, 쥐에서 가장 흔한 종양이다. 10% 미만이 선암종이다. 이것은 수컷 암컷 모두 나타난다. 종양은 크고 몸통 어디든 발생한다. 수술에 의한 예후는 좋다. 중성화한 쥐에서 유선종양 위험성은 줄어든다.
Wisconsin–Madison 대학의 연구자들은 실험용 쥐에게서 lavender oil이 유선종양의 진행을 감소시키는데 역할을 한다고 발견하였다. 이 연구는 사람의 유방, 난소, 췌장, 간, 전립선 종양의 치료를 위해 계속 연구중이다.

### 햄스터와 저빌의 유선종양
햄스터에서는 유선종양이 양성인 경향을 띄며, 저빌에서는 악성인 경우가 많다.

### 고슴도치의 유선종양
고슴도치에서는 유선 선암종이 가장 흔한 종양이다.

## 같이 보기
- Mammaglobin